# 山口県道67号萩川上線
山口県道67号萩川上線（やまぐちけんどう67ごう はぎかわかみせん）は、山口県萩市を通る県道（主要地方道）である。

## 概要
萩市椿東の国道191号交点を起点とし、道の駅萩しーまーと、松陰神社前を通り、阿武川沿いに萩市川上の中心地区である筏場や萩市役所川上総合事務所、阿武川温泉、阿武川ダムを経由し、阿武川上流の山口県道10号山口福栄須佐線交点までを結ぶ。
萩市目代から椿瀬の間は幅員が狭く、雨量が多い場合は崖崩れを起こすことが多い。

### 路線データ
- 本線：Google マップ
- 起点：萩市椿東前小畑・萩しーまーと・道の駅前交差点（国道191号交点）
- 終点：萩市川上・大藤大橋（山口県道10号山口福栄須佐線交点）

## 歴史
- 1993年（平成5年）5月11日 - 建設省から、県道萩川上線が萩川上線として主要地方道に指定される[1]。

## 路線状況

### 重複区間
- 山口県道11号萩篠生線・山口県道13号萩津和野線（萩市椿東）
- 山口県道293号萩長門峡線（萩市川上 - 終点）

## 地理

### 通過する自治体
- 萩市

### 交差する道路
- 国道191号（萩市椿東・萩しーまーと・道の駅前交差点、起点）
- 山口県道11号萩篠生線（山口県道13号萩津和野線 重複）（萩市椿東）
- 山口県道11号萩篠生線（山口県道13号萩津和野線 重複）（萩市椿東・維新ロード交差点）
- 山口県道293号萩長門峡線（萩市川上）
- 山口県道360号笹尾筏場線（萩市川上）
- 山口県道10号山口福栄須佐線・山口県道293号萩長門峡線（萩市川上・大藤大橋、終点）